# Roger Barton
Roger Barton (Los Angeles, 1º luglio 1965) è un montatore statunitense noto per il suo lavoro nei blockbuster di anni duemila e duemilaedieci, tra cui quelli del regista Michael Bay, di cui ha montato quasi tutti i film a partire da Pearl Harbor (2001).

## Biografia
Ha cominciato come assistente al montaggio di Titanic e Armageddon - Giudizio finale, venendo accreditato come montatore del suo primo film nel 1997.
Ha un figlio, Aidan, apparso nelle scene finali di un film che ha montato, Star Wars - Episodio III - La vendetta dei Sith (2005), nei ruoli dei gemelli Leila Organa e Luke Skywalker.

## Filmografia
- Operazione Gatto (That Darn Cat), regia di Bob Spiers (1997)
- Detroit Rock City, regia di Adam Rifkin (1999) - montatore aggiuntivo
- Fuori in 60 secondi (Gone in 60 Seconds), regia di Dominic Sena (2000)
- Pearl Harbor, regia di Michael Bay (2001)
- Nave fantasma (Ghost Ship), regia di Steve Beck (2002)
- Bad Boys II, regia di Michael Bay (2003)
- Amityville Horror (The Amityville Horror), regia di Andrew Douglas (2005)
- Star Wars - Episodio III - La vendetta dei Sith (Star Wars: Episode III - Revenge of the Sith), regia di George Lucas (2005)
- The Island, regia di Michael Bay (2005) - montatore aggiuntivo
- Get Rich or Die Tryin', regia di Jim Sheridan (2005)
- Eragon, regia di Stefen Fangmeier (2006)
- Il risveglio delle tenebre (The Seeker: The Dark Is Rising), regia di David L. Cunningham (2007) - montatore aggiuntivo
- Speed Racer, regia di Lana e Lilly Wachowski (2008)
- Transformers - La vendetta del caduto (Transformers: Revenge of the Fallen), regia di Michael Bay (2009)
- A-Team (The A-Team), regia di Joe Carnahan (2010)
- Transformers 3 (Transformers: Dark of the Moon), regia di Michael Bay (2011)
- The Grey, regia di Joe Carnahan (2011)
- G.I. Joe - La vendetta (G.I. Joe: Retaliation), regia di Jon M. Chu (2013)
- World War Z, regia di Marc Forster (2013)
- Transformers 4 - L'era dell'estinzione (Transformers: Age of Extinction), regia di Michael Bay (2014)
- Terminator: Genisys, regia di Alan Taylor (2015)
- Pirati dei Caraibi - La vendetta di Salazar (Pirates of the Caribbean: Dead Men Tell No Tales), regia di Joachim Rønning ed Espen Sandberg (2017)
- Transformers - L'ultimo cavaliere (Transformers: The Last Knight), regia di Michael Bay (2017)
- A Quiet Place - Un posto tranquillo (A Quiet Place), regia di John Krasinski (2018) - montatore aggiuntivo
- Godzilla II - King of the Monsters (Godzilla: King of the Monsters), regia di Michael Dougherty (2019)
- 6 Underground, regia di Michael Bay (2019)
- La guerra di domani (The Tomorrow War) regia di Chris McKay (2021)